# Тур Нюрнберга (женский)
Тур Нюрнберга (нем. Rund um die Nürnberger Altstadt) — шоссейная однодневная велогонка, проходившая по территории Германии с 1997 по 2010 год.

## История

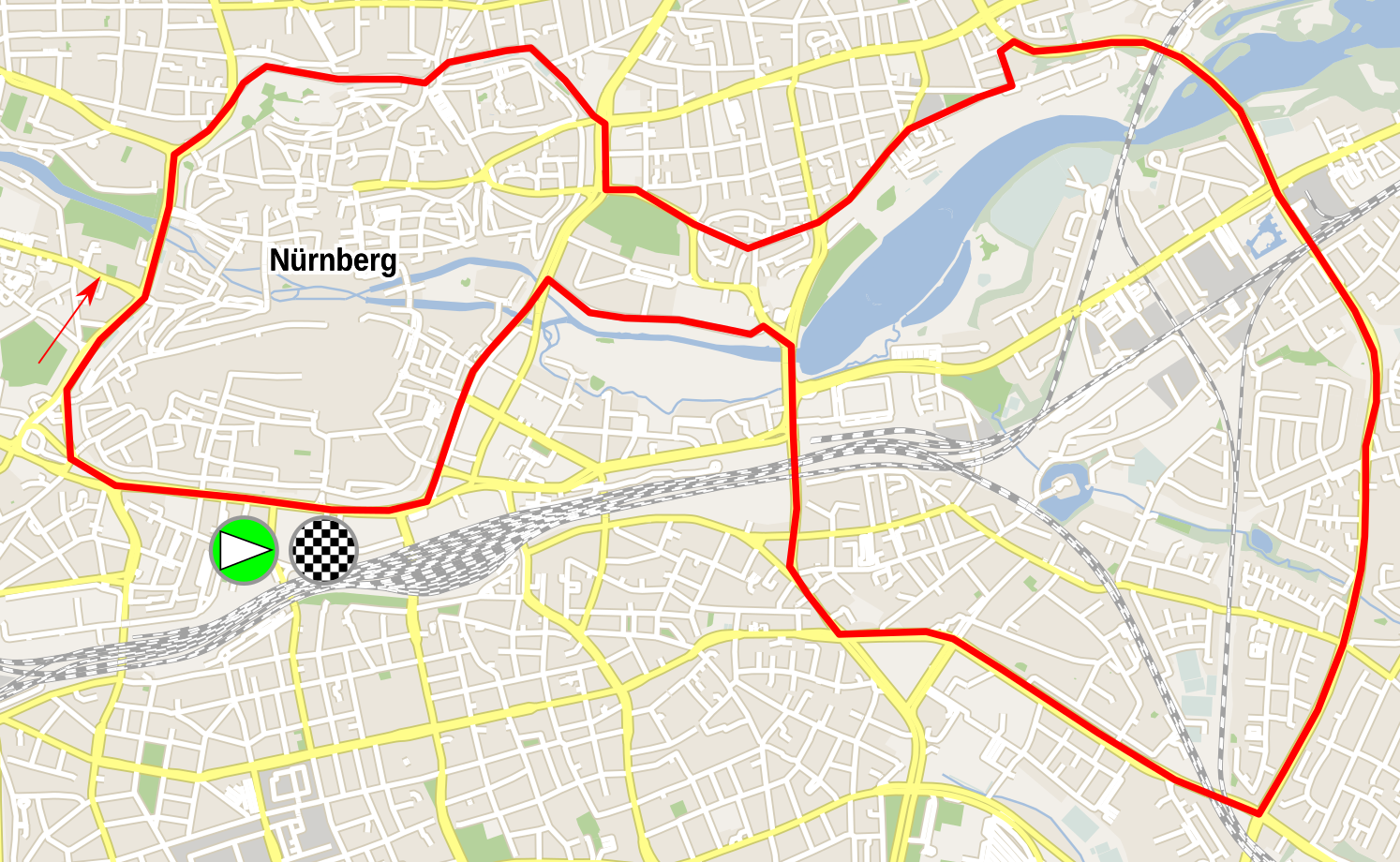
Маршрут гонки

После своего создания в 1997 году на протяжении шести лет проводилась в рамках Женского мирового шоссейного календаря UCI.
В 2003 году гонка вошла в календарь Женского мирового шоссейного кубка UCI, в котором просуществовала до 2009 года.
В 2010 года прошла в рамках национального календаря.
Дистанция гонки была проложена по холмистым улицам Нюрнберга и огибала старый город. Маршрут представлял собой круг протяжённостью от 12 до 12,9 км который преодолевали примерно 10 раз в направлении по часовой стрелки. Старт и финиш был расположен у государственного театра. Единственным реальным препятствием на трассе являлся короткий подъем Burgberg, расположенный в двух км после старта рядом с Нюрнбергской крепостью.

## Призёры
| Год  | Победитель               | Второй              | Третий              |
| ---- | ------------------------ | ------------------- | ------------------- |
| 1997 | Барбара Хееб             | Вера Холфельд       | Рикке Сандхой       |
| 1998 | Барбара Хееб             | Светлана Гигилева   | Виола Паулитц       |
| 1999 | Вера Холфельд            | Ким Ширли           | Мэнди Хампель       |
| 2000 | Регина Шляйхер           | Таня Шмидт-Хеннес   | Джасинта Коулман    |
| 2001 | Дженни Алгелид-Бенгтссон | Ханка Купфернагель  | Регина Шляйхер      |
| 2002 | Дженни Алгелид-Бенгтссон | Петра Росснер       | Юдит Арндт          |
| 2003 | Диана Жилюте             | Регина Шляйхер      | Аренда Гримберг     |
| 2004 | Петра Росснер            | Ангела Хенниг       | Ойнон Вуд           |
| 2005 | Джорджа Бронцини         | Рошелль Гилмор      | Ойнон Вуд           |
| 2006 | Регина Шляйхер           | Ина-Йоко Тойтенберг | Джорджа Бронцини    |
| 2007 | Марианна Вос             | Ина-Йоко Тойтенберг | Регина Шляйхер      |
| 2008 | Юдит Арндт               | Моника Холлер       | Кирстен Вилд        |
| 2009 | Кирстен Вилд             | Рошелль Гилмор      | Ина-Йоко Тойтенберг |
| 2010 | Трикси Воррак            | Ханка Купфернагель  | Луиза Келлер        |